# سیدنی مرلین
سیدنی مرلین (یونانی: Σίδνεϋ Μέρλιν؛ ۲۶ آوریل ۱۸۵۶ – ۱ ژانویهٔ ۱۹۵۲) گیاه‌شناس، و تیرانداز اهل بریتانیا بود.